# 2372 Proskurin
2372 Proskurin este un asteroid din centura principală, descoperit pe 13 septembrie 1977 de Nikolai Cernîh.